# Peter J. Ratcliffe

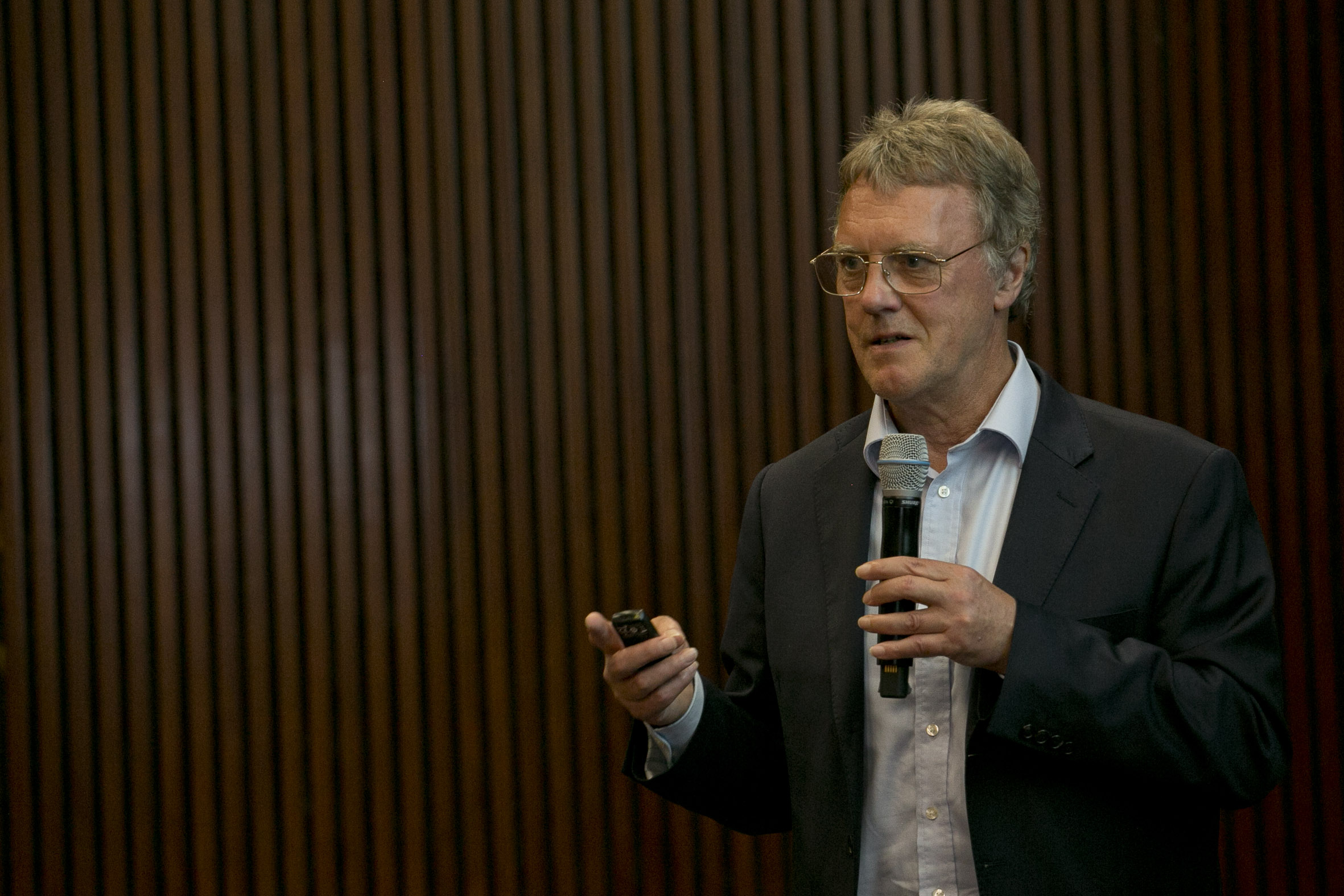
Peter J. Ratcliffe (2019)

Sir Peter John Ratcliffe FRS (* 14. Mai 1954 in Morecambe, Lancashire) ist ein britischer Nephrologe und Professor an der University of Oxford. Er ist einer von drei Trägern des Nobelpreises für Physiologie oder Medizin 2019, für seine Forschungen zum Sauerstoff in Zellen.
Ratcliffe entdeckte, dass es in allen Zellen des menschlichen Körpers und bei allen Tieren auf der Erde – selbst bei denen, die weder Herz noch Blutgefäße besitzen – ein System gibt, das die Versorgung mit Sauerstoff misst und steuert. Es handelt sich um ein Enzymsystem, das ein Protein mit Sauerstoff selbst markiert – den Hypoxie-induzierten Faktor (HIF).

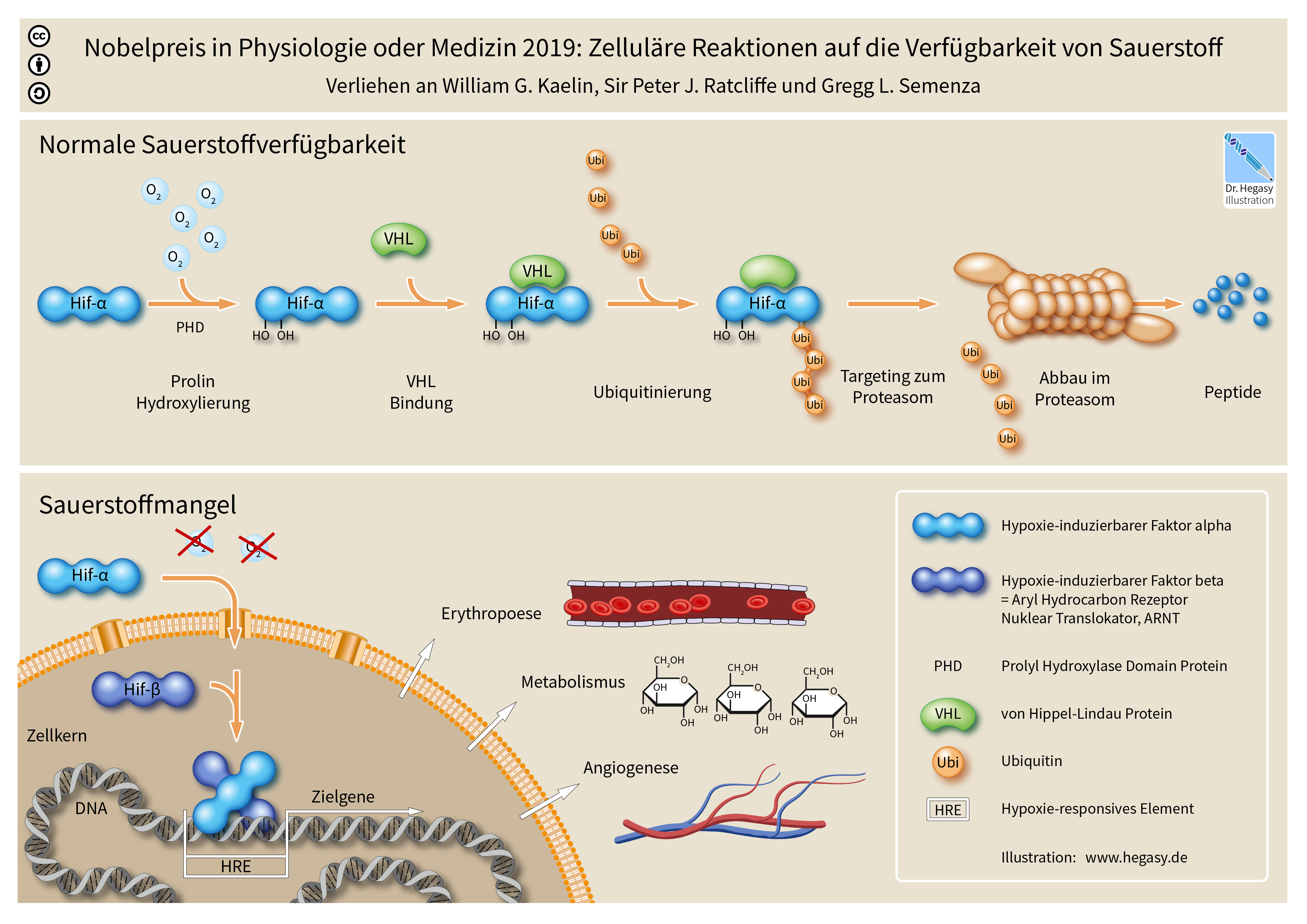
Nobelpreis für Physiologie/Medizin 2019: Zelluläre Anpassung an die Verfügbarkeit von Sauerstoff mittels Hif-1

## Leben
Peter J. Ratcliffe besuchte die Lancaster Royal Grammar School. Er studierte ab 1972 mit einem Stipendium an der University of Cambridge (Gonville and Caius College) und erhielt 1978 einen Bachelor in Medizin (MB) und Chirurgie an der Queen Mary University of London (Barts and The London School of Medicine and Dentistry), wobei er sich in Nephrologie spezialisierte. Seine klinische Ausbildung erfolgte am St. Bartholomew Hospital in London und er forschte danach an der Universität Oxford. 1987 wurde er mit einer Arbeit über ischämische und nicht-ischämische Ursachen des akuten Nierenversagens promoviert. 1989 wandte er sich der Frage zu, wie Zellen ihre Sauerstoffversorgung regeln. Zunächst forschte er mit einem Stipendium (Senior Fellowship) des Wellcome Trust am Weatherall Institute of Molecular Medicine, dann im Henry Wellcome Building for Genomic Medicine und dem Henry Wellcome Building for Molecular Physiology der Universität Oxford. 1992 wurde er University Lecturer und 1996 Titularprofessor (für Innere Medizin). 2003 wurde er Nuffield Professor für Medizin und von 2003 bis 2016 war er Leiter der Abteilung für klinische Medizin (Nuffield Department of Clinical Medicine) in Oxford. Obwohl er sich seit langem mit Zellbiologie und Molekularbiologie beschäftigte, blieb Ratcliffe damit der klinischen Medizin verbunden. Er ist Leiter des von ihm gegründeten Labors für Hypoxie-Forschung an der University of Oxford, das sich auch mit den Auswirkungen auf Krebs und Kreislauferkrankungen befasst. Außerdem ist er Direktor des Target Discovery Institute und Mitglied des Ludwig Institute for Cancer Research und am Francis Crick Institute in London.

## Auszeichnungen (Auswahl)
- 1991 Milne-Muerke Foundation Award
- 1998 Graham Bull Prize
- 2002 Mitgliedschaft in der Royal Society[2]
- 2002 International Society for Blood Purification Award
- 2002 Mitglied der Academy of Medical Sciences
- 2006 EMBO Mitglied
- 2007 Mitgliedschaft in der American Academy of Arts and Sciences[3]
- 2009 Louis-Jeantet-Preis[4]
- 2010 Canada Gairdner International Award[5][6]
- 2012 Pasarow Award für kardiovaskuläre Forschung
- 2014 Ernennung zum Knight Bachelor[7]
- 2014 Wiley Prize in Biomedical Sciences
- 2016 Albert Lasker Award for Basic Medical Research
- 2017 Buchanan Medal
- 2018 Massry-Preis
- 2019 Nobelpreis für Physiologie oder Medizin
- 2020 Aufnahme als Mitglied in der Sektion Physiologie und Pharmakologie/Toxikologie in die Nationale Akademie der Wissenschaften Leopoldina

## Schriften (Auswahl)
- mit P.H. Maxwell, M.S. Wiesener, G.-W. Chang, S.C. Clifford, E.C. Vaux, M. E. Cockman, C.C. Wykoff, C.W. Pugh, E.R. Maher: The tumour suppressor protein VHL targets hypoxia-inducible factors for oxygen-dependent proteolysis, Nature, Band 399, 1999, S. 271–275.
- mit P. Jaakkola, D.R. Mole, Y.-M. Tian, M.I. Wilson, J. Gielbert, S.J. Gaskell, A. von Kriegsheim, H.F. Hebestreit, M. Mukherji, C.J. Schofield, P.H. Maxwell, C.W. Pugh: Targeting of HIF-a to the von Hippel-Lindau ubiquitylation complex by O2-regulated prolyl hydroxylation, Science, Band 292, 2001, S. 468–472.
- mit A.C.R. Epstein, J.M. Gleadle, L.A. McNeill, K.S. Hewitson, J.F. O’Rourke, D.R. Mole, M. Mukherji, E. Metzen, M.I. Wilson, A. Dhanda, Y.-M.Tian, N. Masson, D.L. Hamilton, P. Jaakkola, R. Barstead, J. Hodgkin, P.H. Maxwell, C.W. Pugh, C.J. Schofield: C. elegans EGL-9 and mammalian homologs define a family of dioxygenases that regulate HIF by prolyl hydroxylation, Cell, Band 107, 2001, S. 43–54
- mit M.E. Cockman u. a.: Proteomics-based identification of novel factor inhibiting HIF (FIH) substrates indicates widespread asparaginyl hydroxylation of ankyrin repeat domain-containing proteins, Molecular & Cellular Proteomics, Band 8, 2009, S. 535–546.
- mit M. Mazzone u. a.: Heterozygous deficiency of PHD2 restores tumor oxygenation and inhibits metastasis via endothelial normalization, Cell, Band 136, 2009, S. 839–851.
- mit J. Adam u. a.: Renal cyst formation in Fh1-deficient mice is independent of the Hif/Phd pathway: roles for fumarate in KEAP1 succination and Nrf2 signaling, Cancer Cell, Band 20,. 2011, S. 524–537.
- mit N. Masson u. a.: The FIH hydroxylase is a cellular peroxide sensor that modulates HIF transcriptional activity, EMBO Rep., Band 13, 2012, 251–257.
- mit J. Schödel u. a.: Common genetic variants at the 11q13.3 renal cancer susceptibility locus influence binding of HIF to an enhancer of cyclin D1expression, Nature Genetics, Band 44, 2012, S. 420–425.